# Stadionul U Nisy
Stadionul U Nisy este un stadion de fotbal situat în orașul ceh Liberec. Aici își desfășoară meciurile de pe teren propriu echipa din Gambrinus Liga, Slovan Liberec. Numele stadionului provine de la râul Neisse Lusatiană care curge în apropierea arenei.
Pe lângă Slovan Liberec, naționala de fotbal a Cehiei a disputat două meciuri pe acest stadion: la 4 iunie 2005 a învins Andorra cu 8-1, iar în martie 2007 a trecut de Cipru cu 1-0.